# Peçanha
Peçanha este un oraș în Minas Gerais (MG), Brazilia.